# کاتارینا-آمالیا، شاهدخت اورانیه

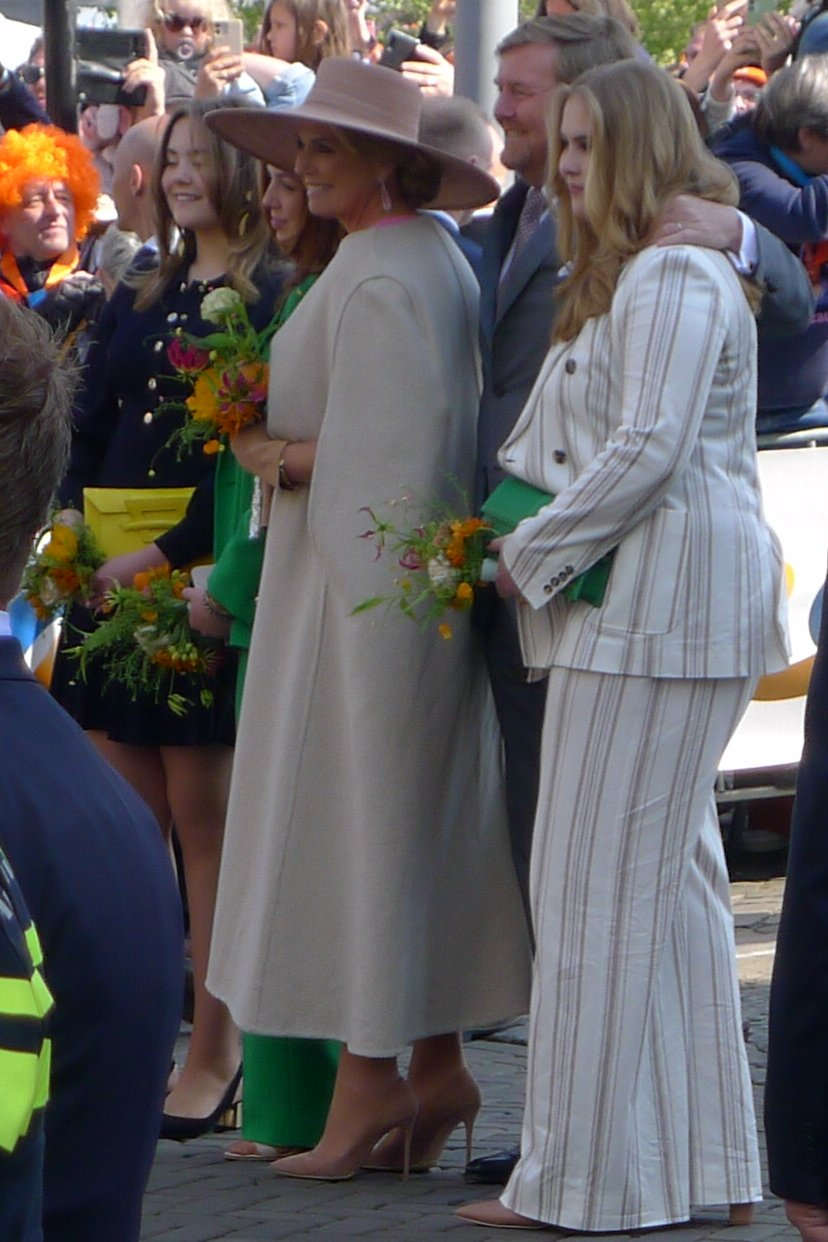
کاتارینا_آمالیا

کاتارینا-آمالیا، شاهدخت اورانیه (هلندی: Catharina-Amalia, Prinses van Oranje؛ زادهٔ ۷ دسامبر ۲۰۰۳) وارث بلافصل تاج‌وتخت پادشاهی هلند است که از کشورهای هلند، کوراسائو، آروبا و سینت مارتن تشکیل می‌شود.
شاهدخت کاتارینا-آمالیا بزرگترین فرزند ویلم-آلکساندر و ملکه ماکسیمای هلند است. او با جلوس پدرش به تخت شاهی در ۳۰ آوریل ۲۰۱۳ وارث تاج و تخت شد.شاهزاده آمالیا نخستین وارث تاج‌وتخت پادشاهی در هلند است. او در کتابی که اخیرا از او منتشر شده با انتقاد از برخی از قوانین کهنه نوشته است با وجود قانونی بودن ازدواج همجنسگرایان در هلند، امکان نشستن زوجی همجنس بر تخت پادشاهی هلند فراهم نیست.
🔹این شاهزاده جوان اخیراً گفته بود حاضر نیست حقوق سالیانه یک میلیون و ۶۰۰ هزار یورویی را که بر اساس قانون از ۱۸ سالگی شامل حالش می‌شود بپذیرد، زیرا با این موضوع احساس راحتی نمی‌کند.
🔹بر اساس قوانین هلند، اعضای خانواده سلطنتی برای ازدواج باید از پارلمان اجازه بگیرند. با این حال در مواردی برخی از آنها برای ازدواج بدون اجازه و یا به دلیل کم بودن احتمال رسیدن به تاج‌وتخت از نوبت خود در مسیر سلطنت صرف نظر کرده‌اند. 